# فانيسا كرون
فانيسا كرون هي راقصة على الجليد كندية، ولدت في 29 أكتوبر 1990 في أورورا في كندا.

## وصلات خارجية
- فانيسا كرون على موقع الاتحاد الدولي للتزلج (الإنجليزية)
- فانيسا كرون على موقع الاتحاد الدولي للتزلج (الإنجليزية)
- فانيسا كرون على موقع أوليمبيديا (الإنجليزية)